# 퇴마록 (영화)
"퇴마록"(退魔錄, The Soul Guardians)는 1998년에 개봉한 대한민국의 영화이다.

## 캐스팅
- 안성기 : 박 신부 역
- 신현준 : 현암 역
- 추상미 : 승희 역
- 오현철 : 준후 역
- 곽근아 : 이 기자 역

## 수상
- 1998년 제19회 청룡영화상
  - 기술상 - 특수효과팀
- 1999년 제10회 유바리국제판타스틱영화제
  - 영판타스틱 남토시코상 - 박광춘